# Svala
Svala Björgvinsdóttir (8 de fevereiro de 1977), simplesmente Svala, é uma cantora e compositora islandesa. Ela ficou mais notável por sua canção em 2001, "The Real Me", do álbum com o mesmo título. Ela assumiu o nome artístico "Kali" depois de ingressar na banda de house music Steed Lord. Ela vai representar a Islândia no festival Eurovisão da Canção de 2017, em Kiev.

## Início da vida

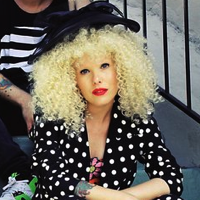
Steed Lord (Demo, Mega, and Kali) SilverLake 2010

Svala é filha do cantor islandês Björgvin Halldórsson. Ela começou a cantar e gravar em uma idade muito precoce. Sua primeira gravação foi lançada quando ela tinha 7 anos de idade. Seu segundo sucesso veio quando ela tinha 11 anos de idade, com outra canção natalina chamada "Ég hlakka svo til" (trad.: estou ansiosa para isso). 

## Discografia

### Álbuns de estúdio
- The Real Me (2001)
- Birds of Freedom (2005)